# Rajon Laduschkin
Der Rajon Laduschkin (russisch Ладушкинский район, Laduschkinski rajon) war ein von 1946 bis 1962 bestehender Rajon in der russischen Oblast Kaliningrad. Er befand sich im Südwesten der Oblast am Frischen Haff. Sein Verwaltungssitz war die Stadt Laduschkin (Ludwigsort).

## Geschichte
Gebildet wurde der Rajon am 7. April 1946 als Chailigenbailski rajon in der Nachfolge des nach der neuen Grenzziehung infolge des Zweiten Weltkrieges sich in der Oblast Kaliningrad befindenden Nordteils des bis 1945 bestehenden Kreises Heiligenbeil. Zuständig für den Rajon war ab Ende Mai 1946 zunächst die Verwaltung für zivile Angelegenheiten des Rajons Heiligenbeil (ru. Управление по гражданским делам Хайлигенбайльского района, Uprawlenie po graschdanski delam Chailigenbailskowo rajona), die sich allerdings nicht in der in den Endkämpfen des Zweiten Weltkriegs stark zerstörten Stadt Heiligenbeil ansiedelte, sondern in dem Ort Ludwigsort. Am 7. September 1946 wurde Ludwigsort in Laduschkin umbenannt und gleichzeitig mit Stadtrechten versehen und davon abgeleitet der Rajon in Laduschkinski rajon umbenannt. Im Sommer 1947 wurde zur Verwaltung des Rajons das Exekutivkomitee des Laduschkiner Rajonsowjets der Abgeordneten der Werktätigen ernannt (ru. Исполнительный комитет Ладушкинского районного Совета депутатов трудящихся, Ispolnitelny komitet Laduschkinskowo rajonowo Soweta deputatow trudjaschtschichsja; kurz: Ладушкинский Райисполком, Laduschkinski Rajispolkom).
Im März 1951 bekam der Ort Mamonowo (Heiligenbeil) (wieder) Stadtrechte.  Mit der Auflösung des Rajons Kaliningrad im Jahr 1959 kam auch der Dorfsowjet Zwetkowo (Bergau) zum Rajon, der sich nun entlang des Frischen Haffs bis zur Stadtgrenze von Kaliningrad erstreckte. Am 12. Dezember 1962 wurde der Rajon aufgelöst und an den Rajon Bagrationowsk angeschlossen.

### Einwohner
| Jahr | Einwohner |
| ---- | --------- |
| 1959 | 18.464    |

### Dorfsowjets 1947–1962
| Name           | Verwaltungssitz  | deutscher Name          | Bemerkungen                                                                                 |
| -------------- | ---------------- | ----------------------- | ------------------------------------------------------------------------------------------- |
| Kornewski      | Kornewo          | Zinten                  |                                                                                             |
| Mamonowski     | Mamonowo         | Heiligenbeil            | bis etwa 1958, die Orte des Dorfsowjets wurden ab 1951 vom Stadtsowjet Mamonowski verwaltet |
| Nowo-Moskowski | Nowo-Moskowskoje | Poplitten und Pörschken | bis 1954, dann zu Pjatidoroschny                                                            |
| Pjatidoroschny | Pjatidoroschnoje | Bladiau                 |                                                                                             |
| Pogranitschny  | Pogranitschny    | Hermsdorf               |                                                                                             |
| Uschakowski    | Uschakowo        | Brandenburg             |                                                                                             |
| Zwetkowski     | Zwetkowo         | Bergau                  | seit 1959, vorher im Rajon Kaliningrad                                                      |

### Funktionsträger

#### Parteisekretäre der WKP(B)/KPdSU
- 1947–1950: Sergei Grigorjewitsch Dorotschenkow (Сергей Григорьевич Дороченков)
- 1950–1952: Wassili Wassiljewitsch Schkurin (Василий Васильевич Шкурин)
- 1952–1958: Roman Iwanowitsch Ljulin (Роман Ивановитч Люлин)
- 1958–1959: Boris Petrowitsch Kolessow (Борис Петрович Колесов)
- 1959–1962: Iwan Ignatjewitsch Mironow (Иван Игнатьевич Миронов)

#### Vorsitzende
- 1946–1947: M. W. Tschurbanow (М. В. Чурбанов)
- 1947–1950: Wassili Wassiljewitsch Schkurin (Василий Васильевич Шкурин)
- 1950–1954: Pawel Alexandrowitsch Dudarenko (Павел Александрович Дударенко)
- 1954–1957: Alexandr Michailowitsch Tichonrawow (Александр Михайлович Тихонравов)
- 1957–1962: Alexandr Alexandrowitsch Owsjannikow (Александр Александрович Овсянников)